# Dusona scalprata
Dusona scalprata là một loài tò vò trong họ Ichneumonidae.